# Янус Фріс
Янус Фріс (Janus Friis) (* 1976) — данський підприємець.
Співзасновник файлообмінної мережі KaZaA і peer-to-peer мережі Skype. 
2005 р. Фріс та його партнер Niklas Zennström продали Skype компанії eBay за $2.6 млрд.

## Додаткові ресурси
- Skype [Архівовано 28 квітня 2006 у Wayback Machine.] сторінка засновників
- блог [Архівовано 29 листопада 2009 у Wayback Machine.]